# Myrioblephara duplexa
Myrioblephara duplexa là một loài bướm đêm trong họ Geometridae.